# Valentina Tesio
Valentina Tesio (Lanús, Provincia de Buenos Aires, Argentina; 6 de febrero de 2006) es una futbolista argentina. Juega de mediocampista en Ferro Carril oeste de la Primera División Femenina de Argentina.

## Trayectoria

### Inicios
Se formó futbolísticamente en el club "Eden Argentino".

### Argentinos Juniors
Se inició en el fútbol en Argentinos Juniors. En 2018 jugaba fútsal en el Bicho, y fue parte de las divisiones inferiores. Llegó a jugar en el primer equipo hasta inicios de 2021.

### El Porvenir
Juega en El Porvenir la primera mitad del año 2021, fue parte y pieza importante de la gran campaña de El Porve en esa misma temporada, donde dicho equipo fue revelación del torneo.

### San Lorenzo de Almagro
En agosto de 2021, con 15 años, se suma al Cuervo, siendo considerada "una de las grandes promesas del fútbol argentino". En agosto de 2021 tuvo su debut en el Azulgrana.

### Gimnasia de La Plata
A inicios de 2022 se convierte en refuerzo del Lobo de cara a la temporada de ese mismo año.

### Platense
En enero de 2023 se confirma su llegada a Platense.

## Selección nacional
Recibió varias convocatorias al seleccionado Sub-17, destacando en marzo de 2022 para participar del Sudamericano Sub-17 de Uruguay. Fue convocada para disputar los Juegos Suramericanos Asunción 2022 con la Selección Argentina Sub-20.

## Estadísticas

### Clubes
| Club                   | Liga               | País      | Año             |
| ---------------------- | ------------------ | --------- | --------------- |
| Argentinos Juniors     | Primera División B | Argentina | 2018 - 2021     |
| El Porvenir            | Primera División A | Argentina | 2021            |
| San Lorenzo de Almagro | Primera División A | Argentina | 2021 - 2022     |
| Gimnasia y Esgrima LP  | Primera División A | Argentina | 2022 - 2023     |
| Platense               | Primera División A | Argentina | 2023 - presente |